# Paectes nyctichroma
Paectes nyctichroma is een vlinder uit de familie van de Euteliidae. De wetenschappelijke naam van de soort is voor het eerst geldig gepubliceerd in 1905 door Hampson.